# 岩田熊吉
岩田 熊吉（いわた くまきち、1884年〈明治17年〉2月14日 - 没年不明）は、日本の実業家。錦隆汽船、岩田海運各社長。合資会社岩田商店代表社員。

## 経歴
鳥取県西伯郡境町（現・境港市）に生まれる。1894年に西伯郡和田村（現・米子市和田町）の小学校を卒業して間もなく一家は米子町（現・米子市）に移転したため熊吉も同地に移り、1898年に境町の海運業岡田回漕店に入る。
1913年に同店を辞し、神戸の岡田信吉朗の後援により現地に独立開業する。1935年に合資会社に組織変更、その代表社員に就任する。1938年に岩田海運を創立して社長となる。海運業並びに石炭商を営む。また会社の重役である。

## 人物
趣味は読書、園芸、読書。宗教は禅宗。住所は鳥取県西伯郡境町大正町、福岡県若松市山手通、修多羅（現・北九州市若松区修多羅）。

## 栄典
- 1944年3月31日 - 紺綬褒章[1][6]
  - 1942年6月、鳥取県西伯郡和田国民学校増築費金3万円を寄付する[6]。

## 家族
岩田家
- 父[注 3]
- 妻[2]
- 長男・良（1908年 - ?、錦隆汽船[2]、岩田海運[7]各取締役） - 宗教は曹洞宗[2]。
  - 同妻[3]
- 孫[3]